# Osvaldo Reyes
Osvaldo Reyes (Santiago, 1919 — Toronto, 2007) est un peintre muraliste chilien, et pédagogue chilien.
Issu d'un milieu défavorisé, Reyes a œuvré toute sa vie pour le développement de l'éducation artistique auprès des jeunes, en fondant notamment l'École expérimentale artistique et en rédigeant le Manifeste du Mouvement d'intégration plastique.
Proche des idées socialistes du président Salvador Allende, il s'exile au Mexique à la suite du Coup d'État de 1973 au Chili.

## Biographie

### Jeunesse et formation
Osvaldo Reyes naît à Santiago, au Chili, le 26 mai 1919,. Fils aîné du mariage d'un bagagiste de chemin de fer et d'une couturière, il doit aider financièrement son foyer pour que ses sept frères et sœurs terminent leurs études, tandis qu'il étudie pour devenir enseignant,. Il grandit dans la pauvreté du quartier d'Estación Central, alors à la périphérie de la ville et doit faire face à la Grande Dépression qui frappe durement le Chili, affaibli par la crise sociale la plus profonde d'Amérique latine, en raison de la faillite d'entreprises et du chômage.
Il entre en 1936 à l'école normale José Abelardo Núñez et obtient en 1940 un diplôme d'enseignant avec une spécialisation en dessin et en peinture. Il commence déjà à enseigner : tandis qu'il est assigné comme professeur dans la ville méridionale de Puerto Natales, il se rend compte de la précarité des conditions d'étude de ses élèves et se forge une sensibilité socialiste, une conviction qu'il conserve jusqu'à ses derniers jours.
En 1942, il étudie la peinture murale à l'école des beaux-arts de l'université du Chili auprès d'Ana Cortés, Armando Lira (es), Augusto Eguiluz (de) ainsi que de Laureano Guevara, qui a une grande influence sur sa peinture murale. Il est très apprécié des professeurs et étudiants et devient président du centre étudiant. En 1945, Fernando Marcos Miranda, Carmen Cereceda (es), Osvaldo Reyes et d'autres peintres muralistes de l'écoles des Beaux-Arts forment le Groupe des peintures murales du Ministère de l'éducation (Grupo de Pinturas Muralistas del Ministerio de Educación), dont le projet est de peindre des fresques sur toutes les écoles du pays. Les premières œuvres sont peintes dans le lycée de la Ciudad de Niño : Danza del niño chileno d'Osvaldo Reyes, Exaltación de la pareja de trabajadores, de Laureano Guevara et Los trabajadores del campo, d'Osvaldo Silva Castellón (d) et Homenaje a Gabriela Mistral y a los trabajadores del salitre (Hommage à Gabriela Mistral et aux travailleurs du sel, 1945-1946), par Fernando Marcos, qui rappelle le réalisme social (es) du muraliste mexicain Diego Rivera,,.
Reyes cofonde en 1947 l'Escula experimental artística del Ministerio de Educación (École expérimentale artistique du Ministère de l'éducation du Chili), qui vise à inciter les jeunes élèves à développer leur créativité et les encourager dans une carrière artistique,. Ayant dû soutenir sa famille, l'éducation des enfants provenant de milieux défavorisés reste une préoccupation toute sa vie.

### Séjour au Mexique
Tandis qu'il est nommé professeur à l'Escuela de Canteros en 1949, il reçoit la même année une bourse de l'université du Chili pour poursuivre ses études de peinture murale à l'école de peinture et de sculpture de l'université nationale autonome du Mexique, où il a notamment pour professeurs David Alfaro Siqueiros, Diego Rivera, Federico Cantú (es), Francisco de la Maza y de la Cuadra (es) et Raúl Anguiano, avec qui il travaille également. Il devient secrétaire de l'écrivaine chilienne Gabriela Mistral, qui vit à Veracruz, reconnaissant qu'il est influencé par la pensée sociale de Mistral,.

### Carrière d'enseignant au Chili
Osvaldo Reyes rentre au Chili en 1952. Il peint la fresque La Ronda à l'Escuela de la Ciudad del Niño de Santiago, une allégorie à la paix en cette période d'après-guerre dont le titre est inspiré d'un poème de Gabriela Mistral,. En 1953, lors de la visite de Diego Rivera au Chili, il rédige et publie avec Fernando Marcos le Manifiesto del Movimiento de Integración Plástica (Manifeste du Mouvement d'intégration plastique), un document, signé notamment par Rivera, qui défend un accès à l'art par tout le monde et témoigne ainsi de l'existence de la peinture sociale chilienne,,.
Reyes devient enseignant : entre 1954 et 1973, il occupe les postes de professeur de peinture et de dessin à l'Escuela Experimental Artística ; professeur de dessin et de couleurs à la faculté de théâtre de l'université du Chili ; professeur de dessin documentaire à l'Escuela de Canteros de Santiago ; professeur de recherche au Centro de Perfeccionamiento de Educación et membre de la commission présidentielle pour l'étude des beaux-arts du programme de réforme de l'éducation du ministère de l'éducation. Osvaldo Reyes encourage ses élèves à partir étudier au Mexique et les aide à y parvenir.
Proche des idées du président Salvador Allende, il participe à l'exposition murale itinérante « Les 40 mesures », inspirée de son programme pour l'élection présidentielle chilienne de 1970, qui fait le tour du pays. Ces panneaux sont détruits par la dictature. Directeur de l'Escuela Experimental Artística entre 1972 et 1973, il est démis de ses fonctions à la suite du Coup d'État de 1973 au Chili.
Entre 1973 et 1978, il gagne sa vie en enseignant l'art et la planification de l'éducation.

### Exil au Mexique puis au Canada
Comme des milliers de socialistes chiliens, il s'exile ensuite au Mexique avec ses deux plus jeunes enfants, laissant les trois plus vieux du pays,. Il occupe divers postes d'enseignement pendant une dizaine d'années à l'Académie San Carlos de l'université autonome de Mexico jusqu'en 1988 ; il fait des recherches en pédagogie pendant une décennie et dirige une thèse de troisième cycle,. Après sa retraite, il continue à donner des cours et des ateliers d'art jusqu'en 1989. Il expose notamment à la Sala de Arte Moderno et à l'Escuela de Bachilleres de México.
Osvlado Reyes s'installe définitivement à Toronto, au Canada, en 1989. Il y rapatrie sa famille, qu'il a peu vue depuis son exil, et seulement depuis le retour de la démocratie au Chili.
Il travaille dans son atelier à l'huile et à l'encre, exposant régulièrement, notamment au musée des beaux-arts de l'Ontario et à l'université York de Toronto,. Il expose et puis devient membre du musée des beaux-arts de l'Ontario de 1989 à 1996,. C'est à Toronto qu'il produit le plus de peintures, même si son chef-d'œuvre demeure sa fresque La Ronda. Cependant, il a peu de succès au Canada.
À l'occasion du trentième anniversaire du coup d'État militaire chilien en 2003, Reyes présente son travail de la période de l'exil dans une grande exposition rétrospective au Musée d'Art contemporain de Santiago (es), parrainée par l'ambassade du Canada à Santiago, le Consulat du Chili à Toronto et Direction de la communauté des Chiliens à l'étranger.
Osvaldo Reyes meurt entouré de sa famille au Scarborough General Hospital de Toronto le 23 décembre 2007, une semaine après avoir subi un accident vasculaire cérébral,,.

## Œuvre
Le muralisme mexicain a une influence très forte sur Osvaldo Reyes, depuis son séjour au Mexique : on retrouve dans son œuvre la « vigueur expressive et la luminosité » ainsi les traits forts et les formes de son dessin, typiques des intégrants de ce mouvement,. Reyes partage aussi leurs préoccupations pour le réalisme social (es), qu'il aborde à sa manière, avec moins de virulence. Le critique d'art chilien Victor Carvacho explique aussi en 1993 qu'Osvaldo Reyes « est un peintre académique original, à la chilienne, qui, comme tous les vrais artistes, a réussi à s'échapper de cette académie. Dans son œuvre récente et très intéressante, la végétation et le feuillage envahissent tout le support dans une composition inédite et Reyes se transforme en un poète qui fait l'éloge de la nature »,.
La peintre chilienne Carmen Cereceda (es) voit dans l'œuvre de Reyes l'expressionnisme dans ses traits symboliques latino-américains particulièrement marqués ; l'artiste produit « un contraste spirituel entre réalité et fantaisie dans son processus créatif, générant ce que nous observons dans son travail : une synthèse entre ces deux pôles. »
L'une de ses œuvres les plus notables est la fresque La Ronda (La ronde, 1945), à l'Escuela de la Ciudad del Niño de Santiago du Chili. Inspirée du poème éponyme de Gabriela Mistral, elle est déclarée monument historique en 2015, avec les autres peintures murales de cet établissement scolaire.
Il a dirigé Las 40 medidas del Gobierno del Presidente Salvador Allende (Les 40 mesures du Gouvernement du président Salvador Allende, 1947), une peinture murale réalisée avec ses élèves de l'Escuela Experimental Artística. Il est l'auteur de la fresque Reforma de la educación chilena (Réforme de l'éducation chilienne, 1967).
Ses huiles sur toile ont été exposées dans des pays d'Amérique latine, en Europe et en Amérique du Nord et sont conservées dans les collections du musée des beaux-arts de l'Ontario et de l'université York de Toronto.